# Карагужево (Новосибирская область)
Карагужево — село в Черепановском районе Новосибирской области. Входит в состав Майского сельсовета.

## География
Площадь села — 86 гектаров.

## Население
| 2002 | 2007 | 2010 |
| ---- | ---- | ---- |
| 294  | ↘286 | ↘235 |

## Инфраструктура
В селе по данным на 2007 год функционирует 1 учреждение здравоохранения.